# قصف مدخل مجمع الشفاء الطبي
قصف مدخل مجمع الشفاء الطبي أو مجزرة مستشفى الشفاء هو قصف استهدف مجمع الشفاء الطبي يوم الجمعة الموافق 3 تشرين الثاني/نوفمبر 2023، وذلك في ظل الاجتياح البري لقطاع غزة وحصار قطاع غزة الشامل، حيثُ أصابت غارة جوية إسرائيلية قافلة إسعاف غادرت مستشفى الشفاء تحمل مرضى مصابين بجروح خطيرة. وأسفرت الغارة عن استشهاد ما بين 15 و20 شخصًا وإصابة العشرات.

## خلفية الحدث
يعد مستشفى الشفاء أكبر منشأة طبية في قطاع غزة.
في يوم الإثنين الموافق 16 أكتوبر/تشرين الأول 2023، أمرت إسرائيل بإخلاء مستشفى الشفاء وبقية شمال غزة. وبسبب عدم كفاية الأسرة في جنوب قطاع غزة وعدم وجود وسائل لنقل المرضى، مثل الأطفال حديثي الولادة في الحاضنات أو المرضى الموضوعين على أجهزة التنفس الصناعي، اعتُبر على نطاق واسع أن أوامر الإخلاء مستحيلة. ووصفتها منظمات دولية بأنها جريمة حرب.

## المجزرة
قُصِف مدخل مجمع الشفاء الطبي بينما كانت قافلة إسعاف تغادرهُ وعلى متنها ما بين 15 إلى 20 مصابًا بجروح خطيرة. وكانت القافلة متجهة إلى معبر رفح الذي أعيد فتحه مؤخرًا مع مصر وذلك يهدف نقل الحالات الحرجى للعلاج في مشافي وُضِعَت في مدينة العريش. وتم استهداف سيارات الإسعاف التي خرجت من مجمع الشفاء الطبي في مواقع متعددة، بما في ذلك خارج بوابة المستشفى وفي ساحة الأنصار. وتسببت الغارة في استشهاد ما يزيد عن 15 شخصًا وإصابة عدد أكبر. وذكر المتحدث باسم الصحة في غزة أشرف القدرة أن 15 شخصًا استشهدوا وأصيب 60 آخرون.
في أعقاب الغارة الجوية، ظهرت لقطات مصورة على وسائل التواصل الاجتماعي لنحو عشرة أشخاص يرقدون وسط برك من الدماء، بينما هرع الناس للمساعدة. وكان في مكان الحادث أيضًا حصان ميت مربوط بعربة، بالإضافة إلى سيارة إسعاف تابعة للهلال الأحمر الفلسطيني ملطخة بالدماء.
صرح مدير المستشفى أن أسماء المصابين في قافلة الإسعاف كانت مدرجة في قائمة الأشخاص الذين تم إجلاؤهم، وذكرت وزارة الصحة المصرية أن 17 فقط من أصل 28 مصابًا متوقع إجلاؤهم عبروا إلى مصر في 3 نوفمبر 2023 نتيجة للغارة الجوية.